# Гон Лей (футболіст)
Гон Лей (спрощ.: 宫磊; піньїнь: Gong Lei, нар. 15 жовтня 1965, Пекін) — китайський футболіст, що грав на позиції півзахисника. після завершення виступів на футбольних полях — футбольний тренер, а також бізнесмен.

## Клубна кар'єра
Гон Лей розпочав виступи на футбольних полях у складі пекінської команди «Бейцзін Тім», у складі якої став чемпіоном Китаю 1984 року. Після п'яти років виступів за пекінську команду Гон Лей перейшов до складу таїтянського клубу «Пірае», в складі якого грав протягом шести років, протягом яких він кілька разів ставав у складі команди чемпіоном і володарем кубка Таїті. У 1993 році Гон Лей номінувався на звання Гравець року ФІФА, та став першим китайським футболістом, який номінувався на цю нагороду. У 1997 році китайський футболіст грав у канадському клубі «Торонто Лінкс». У кінці цього ж року Гон Лей перейшов до складу гонконзького клубу «Саут Чайна». Наступного року Гон Лей став гравцем канадського клубу «Торонто Олімпіанс», у якому грав до кінця 1998 року. У 1999—2001 роках Гон Лей грав на батьківщині в клубі «Бейцзін Кванлі», після чого завершив виступи на футбольних полях.

## Виступи за збірну
У 1983 році Гон Лей розпочав виступи в складі молодіжної збірної Китаю. У складі молодіжної збірної він у 1985 році став учасником молодіжного чемпіонату світу 1985 року в Радянському Союзі, став автором одного із забитих м'ячів китайської збірної, яка дійшла на турнірі до чвертьфіналу. У молодіжній збірній грав до 1986 року, зіграв у її складі 4 матчі, в яких відзначився 2 забитими м'ячами.

## Після завершення кар'єри футболіста
Після завершення виступів на футбольних полях Гон Лей працював спортивним коментатором та футбольним експертом на спортивному телеканалі Центрального телебачення Китаю. У 2003 році йому запропонували стати головним тренером команди другого китайського «Ганьсу Тяньма» перед стартом нового сезону. Керівництво клубу мало великі сподівання на покращення результатів команди після того, як до команди запросили колишнього гравця збірної Англії Пола Гаскойна. Проте невдовзі англійська зірка вступила в суперечку з власниками клубу щодо своєї заробітної плати, та покинула клуб, після чого гра команди значно погіршилась, а власники клубу вирішили перевести команду до Нінбо, перейменувавши її в «Нінбо Яома», після чого команда опустилась аж на 11 місце, а Гон Лей покинув клуб. Після кількарічної перерви Гон Лей повернувся до тренерської діяльності у 2007 році, коли він став асистентом головного тренера команди «Шаньсі Чаньба», і працював на цій посаді до 2009 року, коли після відходу з команди головного тренера Чен Яодуна він став виконуючим обов'язки головного тренера. Проте він керував діями команди недовго, до приходу нового головного тренера Чжу Гуанху, після чого Гон увійшов до його тренерського штабу. У подальшому він працював у тренерському штабі ще кількох головних тренерів, у тому числі й після того, як команда переїхала в Гуйчжоу та виступала під назвою «Гуйчжоу Женьхе». У 2012 році після відставки головного тренера команди керівництво клубу попросило Гон Лея знову виконувати обов'язки головного тренера команди. Обов'язки головного тренера Гон виконував протягом двох років, оскільки нового офіційного головного тренера команди за цей час так і не затвердили. За цей час він зумів привести клуб до першої в його історії перемоги в Кубку Китаю у 2013 році, обігравши у фіналі команду «Гуанчжоу Евергранд». У 2015 році Гон Лей вже працював постійним головним тренером «Гуйчжоу Женьхе».
3 червня 2016 року Гон Лей став віце-президентом дочірньої компанії «Suning Sports», основна компанія якої «Suning Holdings Group» перед цим придбала контрольний пакет акцій міланського «Інтернаціонале».

## Титули і досягнення

### Гравець
- Володар Кубка Китаю (1): 1985

Збірні
- Переможець Юнацького (U-19) кубка Азії: 1985

### Тренер
- Володар Кубка Китаю (1): 2013
- Володар Суперкубка Китаю (1): 2014